# Jordanië
Jordanië, officieel het Hasjemitische Koninkrijk Jordanië (Arabisch: 'المملكة الأردنية الهاشمية, Al Mamlakah al Oerdoeniyah al Hashimiyah), is een land in het Midden-Oosten. Jordanië is gelegen ten oosten van Israël en de Westelijke Jordaanoever (onderdeel van de Palestijnse Gebieden) met als grens de rivier de Jordaan en de Dode Zee (een zoutmeer). Verder is het land gelegen naast Syrië in het noorden, Irak in het noordoosten en Saoedi-Arabië in het zuidoosten. Het heeft in het zuiden via de Golf van Akaba toegang tot de Rode Zee. De hoofdstad is Amman.
Het staatshoofd van Jordanië is koning Abdoellah II van Jordanië, die in 1999 zijn overleden vader Hoessein van Jordanië opvolgde.

## Geschiedenis
Jordanië was een deel van het Ottomaanse Rijk tot 1917, toen het – in de Eerste Wereldoorlog – door de geallieerde troepen werd verslagen. Jordanië maakte in 1922 kortstondig deel uit van het Britse Mandaatgebied Palestina. Maar reeds in 1923 werd Abdoellah I van Jordanië tot Emir van Transjordanië verklaard. Op 1 maart 1946 werd het land formeel onafhankelijk; het bleef Transjordanië ('over de Jordaan') heten.
Toen de Verenigde Naties in 1947 – na het beëindigen van het Britse mandaat – besloten Palestina op te delen in een Joodse en een Arabische staat, kwam de Palestijnse bevolking in opstand omdat haar rechten niet erkend werden. Er dreigde een oorlog tussen de Joodse milities (o.a. Palmach en Irgun) en groepen van het Arabisch Legioen. Koning Abdoellah I van Jordanië, wiens koninkrijk deel uitmaakte van de Arabische Liga, sloot daarop een geheime overeenkomst met de Jewish Agency. Hij beloofde bij een eventuele oorlog de grenzen van de Joodse staat, zoals beschreven in het Delingsplan in november 1947 te zullen respecteren. Deze overeenkomst kreeg de zegen van de Britse minister van Buitenlandse Zaken Ernest Bevin.
Toen kort voor het vertrek van de Britse mandaattroepen de staat Israël werd uitgeroepen, brak een oorlog (de Arabisch-Israëlische Oorlog van 1948) uit, waarin het Jordaanse leger er niet in slaagde het gehele gebied dat voor de Arabische staat was bestemd tegen het inmiddels gevormde Joodse leger te behouden. (Later zou dit gebied de Westelijke Jordaanoever gaan heten.) Israël concentreerde zich op het noordelijke en zuidelijke front tegen de andere Arabische legers, die veel zwakker waren dan het Jordaanse Arabisch Legioen. De enige keer dat het tot een direct treffen kwam tussen het Joodse leger en het Arabisch Legioen was in de strijd om Jeruzalem. Over de stad, die in het Delingsplan een eigen status als Corpus Separatum had, hadden de Joodse leiding en Abdoellah tijdens hun geheime onderhandelingen geen consensus kunnen bereiken. Na zware gevechten bezetten de Joden het westelijke deel van de stad en kwam het nadien genoemde Oost-Jeruzalem, de oude stad en de oostelijke wijken ervan, in Jordaanse handen. Door de strijd vluchtten vele Palestijnen naar Transjordanië, waar zij een belangrijke bevolkingsgroep werden (70% van de totale bevolking).
Op 3 april 1949 tekenden Israël en Transjordanië een bestand en op 24 april 1950 annexeerde het koninkrijk formeel het bezette gebied (de Westelijke Jordaanoever) en veranderde zijn naam in Jordanië. Slechts het Verenigd Koninkrijk en Pakistan erkenden deze annexatie, terwijl de meeste Arabische landen haar sterk afkeurden.
Op 20 juli 1951 werd koning Abdoellah I bij het betreden van de Rotskoepelmoskee in Jeruzalem door een Palestijnse nationalist gedood. Ook zijn kleinzoon, de latere koning Hoessein, werd door een kogel geraakt, maar overleefde de aanslag. In 1951, gedurende het korte leiderschap van Koning Talal, werd een liberale grondwet ingevoerd. Jordanië werd een constitutionele monarchie. Talal moest echter in mei 1953 om gezondheidsredenen het koningschap overdragen aan zijn zoon Hoessein. Tegen die tijd was er onder Palestijnen en andere Arabieren veel waardering gekomen voor de Egyptische president Nasser, die in de Koude Oorlog een neutrale positie zag weggelegd voor de Arabische wereld, die hij politiek wilde verenigen (nasserisme). Jordanië belandde eind 1955 in crisis toen het twijfelde om deel te nemen aan het Bagdadpact, een Brits-Amerikaans bondgenootschap met landen in het Midden-Oosten, bedoeld om de Sovjet-Unie in te sluiten in het kader van de Koude Oorlog maar ook om de Britse greep op het oostelijke deel van de Arabische wereld te verstevigen. Nasser instigeerde in december 1955 en maart 1956 twee volksoproeren in de Jordaanse hoofdstad Amman tegen toetreding tot het pact, en koning Hoessein ontsloeg daardoor de pro-Britse premier Glubb Pasja op 2 maart 1956. Nasser profiteerde van deze Britse nederlaag, en nationaliseerde op 26 juli het Suezkanaal (voor 80% in Brits-Franse handen) en blokkeerde de Golf van Akaba tegen Israëlische schepen, wat leidde tot de Suezcrisis. Daarop liet koning Hoessein in oktober een nieuw pro-Egyptisch kabinet aantreden onder leiding van de Palestijn Naboelsi, waarmee Jordanië de kant van Nasser koos. Eind 1956 bezette Israël daarop de Egyptische Sinaï-woestijn en de Jordaanse stad Akaba. Begin 1957 verliet het Israëlische leger Jordanië en de Sinaï weer.
Na een staatsgreep in april 1957 ontbond koning Hoessein (1953-1999) het parlement; premier Naboelsi trad af. Daarna regeerde Hoessein vrijwel als alleenheerser, totdat hij in 1992 politieke partijen weer toestond. In februari 1958 sloten de Hasjemitische koningen van Jordanië en Irak samen de Arabische Federatie, die uiteenviel nadat op 14 juli 1958 een staatsgreep in Irak de Hasjemitische monarchie ten val bracht. Hoessein vroeg in deze noodsituatie Britse parachutisten om militaire en de Amerikanen om economische hulp, die hij kreeg. De prowesterse koerswijziging vervreemdde hem van Nasser en deed Palestijnse groeperingen in Jordanië zich tegen hem keren.

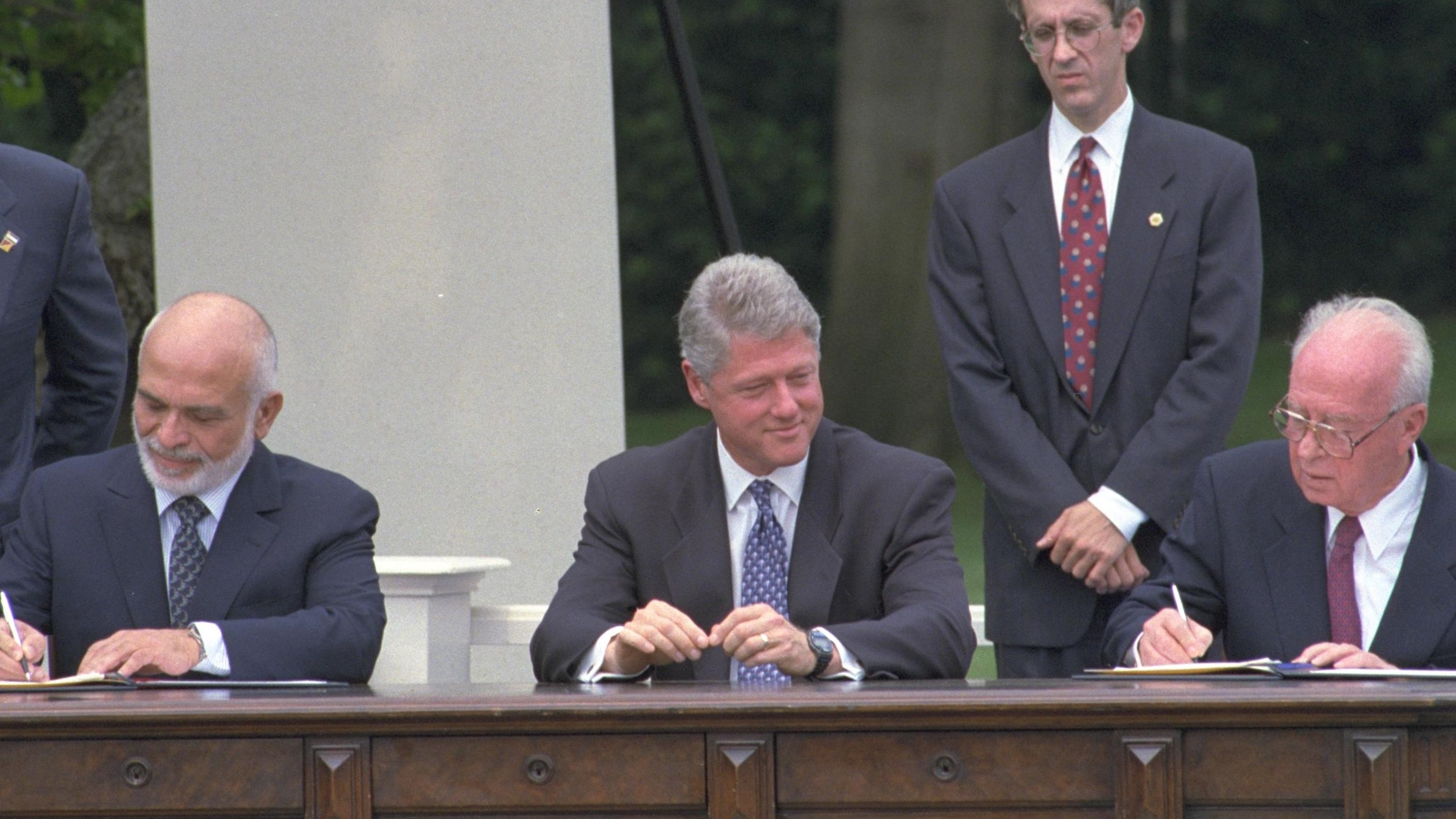
Ondertekening van het vredesverdrag tussen premier Yitzhak Rabin van Israël en Koning Hussein van Jordanië; met Bill Clinton. Juli 1994.

Toen in mei 1967 spanningen met Israël toenamen, verzoenden Hoessein en Nasser zich toen Israël in juni een oorlog begon. In die Zesdaagse Oorlog veroverde Israël de Westelijke Jordaanoever op Jordanië, waarna deze militair werd bezet. Zo'n 200.000 Palestijnen vluchtten naar Jordanië. Hierna vielen Palestijnse strijders en Jordaanse regeringstroepen herhaaldelijk de Westelijke Jordaanoever binnen, terwijl Israël met acties en aanvallen op Jordanië de stabiliteit van het land ondermijnde.
In 1970 kaapte het Volksfront voor de Bevrijding van Palestina drie westerse vliegtuigen, die in Jordanië landden. Na acht dagen van gevechten tussen regeringstroepen en Palestijnse guerrillero's, die de kapers beschermden, werd een bestand getekend. De stabiliteit van het land kwam echter direct in gevaar en de koning besloot de militante Palestijnen uit zijn land te verwijderen (Zwarte September). In de maanden daarna werden de Palestijnse strijders verslagen en Jordanië uitgezet. In juli 1971 waren hun laatste bases vernietigd. Meer dan drieduizend Palestijnen werden gedood.
In 1980 annexeerde Israël de Oude Stad Jeruzalem met de Tempelberg (Arabisch: al-Ḥaram al-Sharīf, Hebreeuws: Har ha-Bayit) en andere wijken van Oost-Jeruzalem. Het beheer van de Tempelberg bleef echter bij de Jordaanse islamitische Waqf, een religieuze stichting.
In 1989 liet koning Hoessein weer verkiezingen toe en gaf hij het parlement en de regering geleidelijk grotere macht. Vanaf 1992 mochten weer partijen gevormd worden. In 1993 hield Jordanië, voor het eerst sinds 1956, verkiezingen waar meerdere partijen aan meededen.
In 1993 waren in het kader van het Midden-Oosten vredesproces de Oslo-akkoorden getekend tussen Israël en de PLO, uitgaande van implementatie van onder meer Resoluties 242 van de Veiligheidsraad van de Verenigde Naties, waarbij de door Israël op Jordanië veroverde en sindsdien bezette Westelijke Jordaanoever zelfbestuur zou krijgen onder een Palestijnse Nationale Autoriteit.
In 1994 werd een vredesverdrag van Jordanië met Israël getekend.
In 2018 ontstonden er spanningen met Israël vanwege de erkenning van Jeruzalem als Israëls hoofdstad door Donald Trump, de president van de Verenigde Staten. Tegen diens vicepresident Mike Pence zei Koning Abdullah dat met deze actie ook de kans op hervatting van de Arabisch-Israëlische vredesbesprekingen de nek omgedraaid werd, radicalisme zou aanwakkeren en spanningen doen oplaaien. Hij benadrukte nog eens dat Oost-Jeruzalem de hoofdstad moet worden van een toekomstige Palestijnse staat, en dat Jeruzalem even essentieel voor moslims en christenen is als voor joden. De Jordaanse autoriteiten spraken hun bezorgdheid erover uit dat vanwege de vele nazaten van de Palestijnse vluchtelingen van 1948 in hun land het geweld vanuit de Palestijnse gebieden zou kunnen overslaan naar Jordanië.
Gedurende dat jaar namen de spanningen toe, onder meer door Israëls politiek ten aanzien van de Tempelberg, een schietincident bij de Israëlische ambassade in Amman en Benjamin Netanyahu's annexatieplannen van de Jordaanvallei. In oktober 2018 annuleerde Jordanië een deel van het vredesverdrag van 1994. Het betrof de stukjes land Naharayim/Baqura en Zofar/Al-Ghamr op de grens bij de Jordaan dat aan Israël was uitgeleend onder Jordaans bestuur. Nu de afgesproken termijn was afgelopen nam Jordanië deze stukjes land terug.

## Geografie

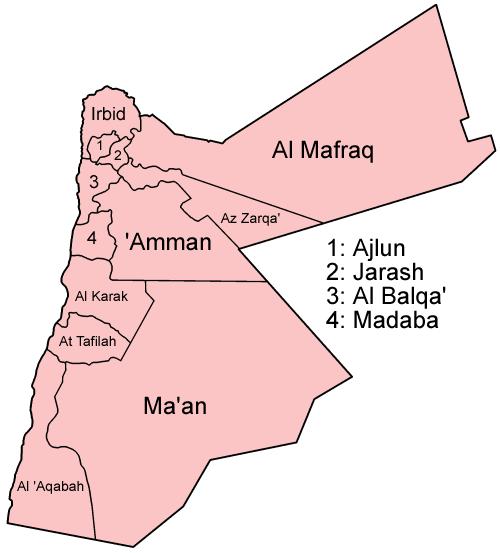
Gouvernementen van Jordanië

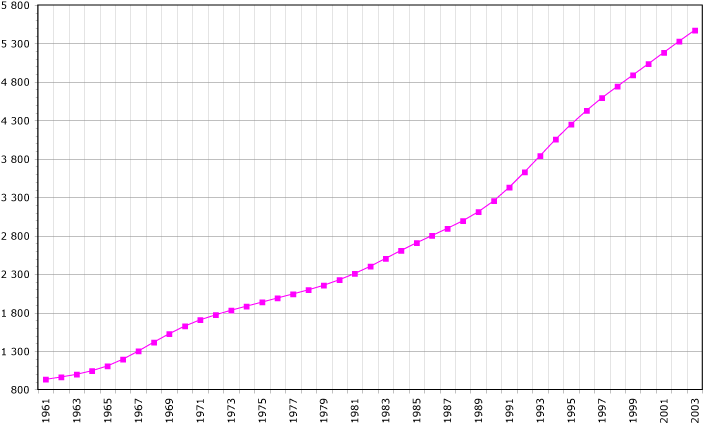
Bevolkingsgroei van Jordanië

De hoofdstad van Jordanië is Amman, dat met 4.044.000 inwoners in 2015 de grootste stad van het land is. Andere steden zijn Akaba, Al-Karak, Az-Zarqa, Irbid, Ma'an, Rihab, Madaba en Jerash.
De bekendste rivier is de Jordaan en deze vormt de grens met Israël en de Westelijke Jordaanoever. Door watergebruik voor irrigatie is de Jordaan bijna geheel opgedroogd en is de monding verzand. Een andere rivier is de Jarmuk, deze stroomt in het noorden van het land.
90% van het Jordaanse grondgebied is woestijn. Een nauwe strook langs de oostelijke oever van de Jordaan is – vooral dankzij irrigatie – een vruchtbare streek waar aan land- en vooral tuinbouw wordt gedaan. Verder zijn in het noordwesten enkele bossen te vinden.
Het noordwesten van het land behoort tot het mediterrane gebied, de rest van het land tot het woestijngebied.
De Dode Zee is geen zee maar een zoutmeer. Het is het grootste meer van Jordanië. Jordanië deelt het meer met Palestina en Israël.
Jordanië heeft via de Golf van Akaba een open verbinding naar de Rode Zee en daarmee met de rest van de wereld.
Bekende wegen – die ook al in de oudheid gebruikt werden – zijn de King's Highway en de Desert Highway.

## Bevolking en demografie
Bij de volkstelling van november 2015 had Jordanië 9.531.712 inwoners, waarvan 2.918.125 (31%) buitenlanders, van wie het overgrote deel vluchteling is. terwijl het land in 1922 slechts 225.380 inwoners telde.

### Samenstelling
- Bevolkingsgroepen: Jordaniërs 69,3%, Syriërs 13,3%, Palestijnen 6,7%, Irakezen 1,4%, Overigen, waaronder Armeniërs, Arameeërs en Circassiërs, 2,6% (gegevens van 2015)[12]
- Bevolkingsgroei: 2,02% (2018)[12]

Het oostelijke gebied van het Mandaatgebied Palestina, dat in 1923 van de Britten beperkt zelfbestuur kreeg, telde in 1922 225.380 inwoners, waarvan 102.950 nomaden. Sindsdien is de bevolking als gevolg van de oorlogen in het Midden-Oosten sterk toegenomen.
- Ten tijde van de Arabisch-Israëlische oorlog van 1948 had het inmiddels onafhankelijke Transjordanië 476.000 inwoners. In deze oorlog veroverde Transjordanië de (sindsdien zo genoemde) Westelijke Jordaanoever en Oost-Jeruzalem en annexeerde dit gebied in 1950. Hierdoor kreeg Jordanië bijna 1 miljoen Palestijnen binnen de grenzen, waarvan ongeveer de helft Palestijnse vluchtelingen.[11] De Palestijnen kregen in Jordanië volledige burgerrechten.
- Als gevolg van de Zesdaagse Oorlog van 1967 vluchtten nog eens 245.000 Palestijnen naar Jordanië. Deels waren dit vluchtelingen die al in 1948 uit Israël waren gevlucht of verdreven.
- Na de Golfoorlog van 1990-1991, waarin de Palestijnse Bevrijdingsorganisatie Irak had gesteund, werden 350.000 voornamelijk Palestijnen teruggestuurd naar Jordanië.[10]
- Ten gevolge van de Syrische Burgeroorlog (vanaf 2011) ving Jordanië nog eens ruim 750.000 vluchtelingen op.

Onder de hoede van de UNHCR telde Jordanië in 2019 755.050 vluchtelingen, terwijl de UNRWA 2.175.491 Palestijnen als vluchteling heeft geregistreerd, waaronder een kleine 10.000 Palestijnse vluchtelingen die uit Syrië naar Jordanië zijn gevlucht. Er zijn tien erkende Palestijnse vluchtelingenkampen met ongeveer 370.000 Palestijnse vluchtelingen. Van alle terreinen waarop de UNRWA werkt heeft Jordanië het grootste aantal Palestijnse vluchtelingen. Het daadwerkelijke aantal Syrische vluchtelingen in Jordanië is mogelijk hoger dan het aantal geregistreerde Syrische vluchtelingen, vanwege gebrek aan documenten. Volgens een rapport van CGIAR verbleven in 2020 mogelijk meer dan 1.200.000 Syrische vluchtelingen in het koninkrijk. Syriërs wonen met name in stedelijke gebieden, hoewel ook velen verblijven in de Azraq en Zaatari vluchtelingenkampen.

### Talen
Talen: Arabisch (officiële taal) en Engels. Slechts in een klein aantal Circassische dorpen is het Arabisch niet de voertaal.

### Religie
Sinds de invoering van de grondwet in 1952 is de islam de staatsgodsdienst in Jordanië. Ieder heeft de vrijheid zijn eigen religie praktiseren, tenzij de openbare orde en zeden in het geding zijn. De regering verbiedt moslims daarentegen zich te bekeren tot een ander geloof (2007).
Van de totale bevolking is 92% soennitisch (zij volgen daarin de sjafi'itische rechtsschool) en 3% sjiitisch (onder andere de Circassiërs).
Er wonen in Jordanië ongeveer 6% christenen: vooral oosters-orthodoxen maar ook Melkitisch katholieken, katholieken, Syrisch-orthodoxen, Kopten, Armeens-orthodoxen en protestanten. Oud-generaal majoor Imad Saliba Ma'ayah vervult de rol van voorzitter van de protestantse Jordaanse Evangelische Alliantie.

## Klimaat
Het klimaat van Jordanië is overwegend een woestijnklimaat, met grote temperatuurverschillen tussen dag en nacht en tussen de seizoenen. In de woestijngebieden, die het grootste deel van het land beslaan, zijn de zomers lang, heet en droog, terwijl de winters kort en koel zijn, met sporadische neerslag. Temperaturen kunnen in de zomer gemakkelijk boven de 40 °C uitkomen, vooral in de regio's rond de Dode Zee en de Jordaanvallei, die enkele van de laagste punten op aarde zijn. In deze gebieden is de luchtvochtigheid ook relatief laag.
In de hoger gelegen gebieden, zoals rondom de hoofdstad Amman en in het noordwesten, is het klimaat milder. Hier zijn de zomers warm maar aangenamer dan in de woestijn, met temperaturen die meestal tussen de 20 °C en 32 °C liggen. De winters kunnen koel tot koud zijn, met temperaturen die soms tot onder het vriespunt dalen. Sneeuwval is in deze regio's mogelijk, maar komt niet elk jaar voor.
Neerslag in Jordanië is over het algemeen schaars en valt voornamelijk tussen november en maart. De gemiddelde jaarlijkse neerslag varieert sterk per regio, van minder dan 50 mm in de woestijngebieden tot ongeveer 600 mm in de noordelijke hooglanden, die het meest vruchtbaar zijn en enige landbouwactiviteit ondersteunen.
| Maand                         | jan | feb | mrt | apr | mei | jun | jul | aug | sep | okt | nov | dec | Jaar |
| ----------------------------- | --- | --- | --- | --- | --- | --- | --- | --- | --- | --- | --- | --- | ---- |
| Gemiddeld maximum (°C)        | 19  | 20  | 23  | 27  | 31  | 34  | 36  | 36  | 34  | 31  | 25  | 20  | 28   |
| Gemiddeld minimum (°C)        | 11  | 12  | 13  | 16  | 20  | 23  | 24  | 25  | 24  | 22  | 17  | 13  | 18   |
|                               |     |     |     |     |     |     |     |     |     |     |     |     |      |
| Neerslag (mm)                 | 6   | 6   | 4   | 1   | 0   | 0   | 0   | 0   | 0   | 1   | 2   | 8   | 2    |
| Bron: Klimaat van de Dode Zee |     |     |     |     |     |     |     |     |     |     |     |     |      |

| Maand                   | jan | feb | mrt | apr | mei | jun | jul | aug | sep | okt | nov | dec | Jaar |
| ----------------------- | --- | --- | --- | --- | --- | --- | --- | --- | --- | --- | --- | --- | ---- |
| Gemiddeld maximum (°C)  | 14  | 16  | 19  | 25  | 28  | 32  | 34  | 34  | 31  | 27  | 21  | 16  | 25   |
| Gemiddeld minimum (°C)  | 6   | 7   | 9   | 12  | 16  | 19  | 21  | 21  | 20  | 17  | 13  | 8   | 14   |
|                         |     |     |     |     |     |     |     |     |     |     |     |     |      |
| Neerslag (mm)           | 18  | 24  | 13  | 8   | 6   | 0   | 0   | 0   | 2   | 11  | 17  | 15  | 10   |
| Bron: Klimaat van Amman |     |     |     |     |     |     |     |     |     |     |     |     |      |

| Maand                   | jan | feb | mrt | apr | mei | jun | jul | aug | sep | okt | nov | dec | Jaar |
| ----------------------- | --- | --- | --- | --- | --- | --- | --- | --- | --- | --- | --- | --- | ---- |
| Gemiddeld maximum (°C)  | 14  | 16  | 20  | 24  | 28  | 31  | 33  | 33  | 31  | 26  | 20  | 15  | 24   |
| Gemiddeld minimum (°C)  | 5   | 7   | 9   | 12  | 17  | 19  | 21  | 21  | 19  | 16  | 11  | 7   | 14   |
|                         |     |     |     |     |     |     |     |     |     |     |     |     |      |
| Neerslag (mm)           | 5   | 6   | 5   | 3   | 3   | 0   | 0   | 0   | 2   | 8   | 6   | 3   | 3    |
| Bron: Klimaat van Petra |     |     |     |     |     |     |     |     |     |     |     |     |      |

## Bestuurlijke indeling
Het land is onderverdeeld in twaalf gouvernementen (محافظة, muḥāfaẓä), die zijn onderverdeeld in banieren (لواء, liwāʾ) en nog verder in districten (قضاء, qaḍāʾ)

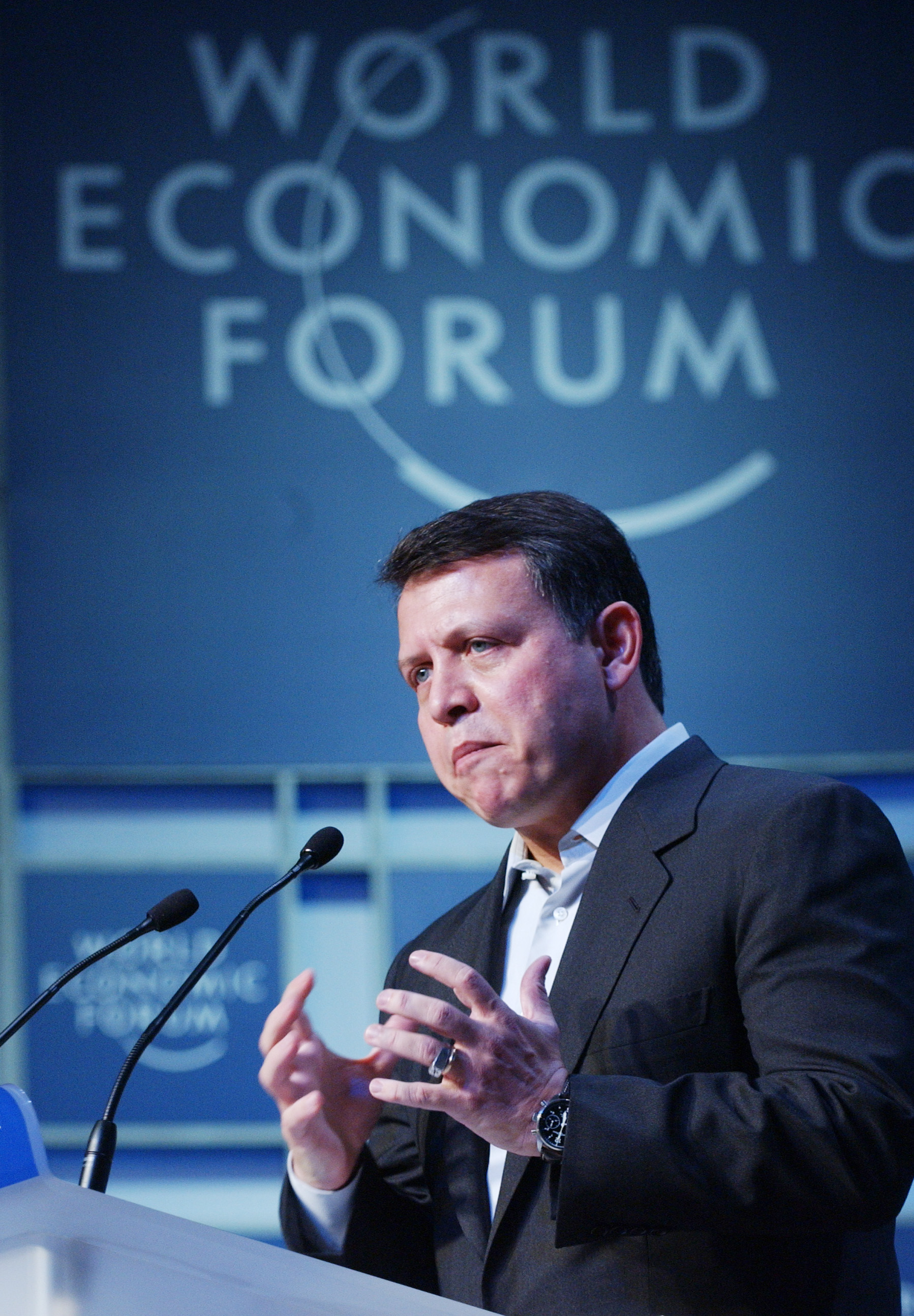
Abdoellah II

## Staatsinrichting en politiek
Jordanië wordt beschouwd als een parlementaire monarchie.
De volksvertegenwoordiging is het enige gekozen orgaan in de Jordaanse politiek. Zij oordeelt in een vertrouwensstemming over het kabinet. De leden van de volksvertegenwoordiging worden om de vier jaar gekozen door alle stemgerechtigde Jordaniërs. De leden van de senaat, echter, worden om de vier jaar benoemd door de koning.
De premier wordt aangesteld door de koning en wordt dus niet door het volk gekozen. De premier stelt vervolgens zijn ministerraad samen, die uit 25 personen bestaat. De koning geeft de premier en zijn raad ook nog een opdracht mee hoe het land het beste geregeerd kan worden. Aangezien de koning het kabinet én de senaat samenstelt, heeft hij een allesbepalende macht in de Jordaanse politiek.
In Jordanië is de doodstraf mogelijk, een terdoodveroordeelde wordt door middel van ophanging ter dood gebracht.

### Koningen van Jordanië
Het Jordaanse Koningshuis behoort tot de dynastie van de Hasjemieten en stamt af van Hasjem, de overgrootvader van de profeet Mohammed.

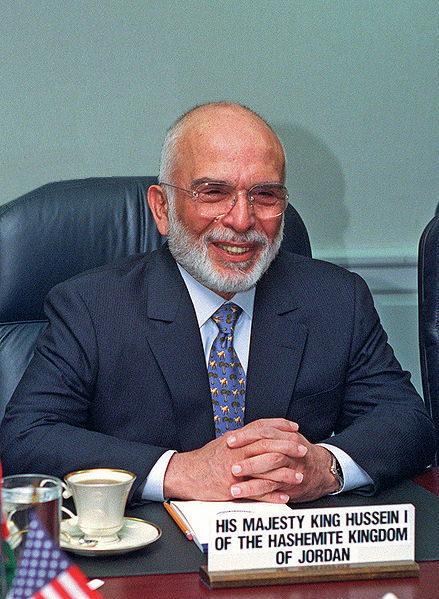
Hoessein van Jordanië

| Naam         | Jaar van kroning | Jaar van abdicatie c.q. overlijden |
| ------------ | ---------------- | ---------------------------------- |
| Abdoellah I  | 1923             | 1951                               |
| Talal        | 1951             | 1952                               |
| Hoessein     | 1952             | 1999                               |
| Abdoellah II | 1999             | heden                              |

### Buitenlandse betrekkingen
Jordanië is lid van de Arabische Liga en onderhoudt goede betrekkingen met de landen ervan, maar ook met het Westen en met Israël. Het land behoort naast Marokko en Azerbeidzjan en tot voor kort Turkije tot de weinige landen met een islamitische meerderheid die er vriendschappelijke betrekkingen met Israël opna houden.
Jordanië en Israël tekenden in 1994 een vredesverdrag. De Verenigde Staten steunen mede hierom de Jordaniërs en het land is een van de grootste ontvangers van Amerikaanse hulp in het Midden-Oosten. De Jordaanse koning probeert zo veel mogelijk te bemiddelen in het regionale vredesoverleg.

## Defensie
Het Arabisch Legioen was de voorloper van het huidige Jordaanse leger. Het legioen werd in de jaren 1920 gevormd door veteranen van de Arabische opstand en werd getraind door de Brit John Bagot Glubb. Tegenwoordig heeft het Jordaanse leger nog steeds de structuur zoals destijds door de Britten is geïntroduceerd. Koning Abdoellah is opgeleid in Sandhurst.
Het Jordaanse leger heeft nauwe banden met de Verenigde Staten, die een trainingsbasis ten oosten van Amman hebben.

## Economie

### Algemene getallen
- BNP: $26,8 miljard ($4700 per inwoner) (2005)
- Groei BNP: 6,1% (2005)
- Inflatie: 4,5% (2005)
- Werkloosheid: 12,5% (2004)
- Ontwikkelingshulp: ontvangen $552 miljoen (2000)

De aandelenbeurs van Jordanië is de Amman Stock Exchange.

### Productie
- Landbouw: fruit, groente, graan
- Delfstoffen: fosfaat, kalium, oliehoudende schalie
- Industrie: olieraffinage, cement

### Internationale handel
- Export: $1 miljard
- Exportproducten: chemische producten, kunstmeststoffen, halffabricaten
- Exportpartners: India (16%), Irak (9%), Saoedi-Arabië (9%)
- Import: $3,292 miljard
- Importproducten: machines, voedingsmiddelen, brandstof
- Importpartners: Irak (15%), Duitsland (11%), Verenigde Staten (10%)
- Havens: Akaba

### Energie
Jordanië beschikt, in tegenstelling tot zijn buurlanden Irak en Saoedi-Arabië, niet over olie- en gasvoorraden. Het land moet deze producten importeren.
In 2009 tekende Jordanië een overeenkomst met Rusland, waarin de bouw van vier kerncentrales werd vastgelegd. Hier is echter geen vervolg aan gegeven.

## Bezienswaardigheden en toerisme
Met Petra heeft Jordanië een van 's werelds toeristische hoogtepunten, zoals bleek uit de verkiezing van de New7Wonders of the World (de zeven nieuwe wereldwonderen). De meeste toeristen komen speciaal voor Petra en Siq al-Berid naar Jordanië.

### Andere bezienswaardigheden
- de historische stad Jerash
- de woestijnkastelen Qasr Hraneh, Quseir Amra, Qasr Azraq, Qasr Mushatta
- de kruisvaardersburchten Kerak en Shobak
- het stadje Madaba en de Berg Nebo
- de archeologische site op de citadel van Amman
- de archeologische sites van Jerash, van Gadara, van Pella, van Baydha
- de natuurgebieden Wadi Rum, Wadi Mujib, Dana, Shaumari Wildlife Reserve, Wadi Bin Hammad en de Dode Zee
- de badplaats Akaba, havenstad en toeristisch oord in het zuiden van het land

#### Werelderfgoed
- Petra[19]
- Quseir Amra[20]
- Um er-Rasas (Kastrom Mefa'a)[21]
- Beschermd gebied Wadi Rum[22]
- Dooplocatie “Bethanië over de Jordaan” (Al-Maghtas)[23]

### Galerij

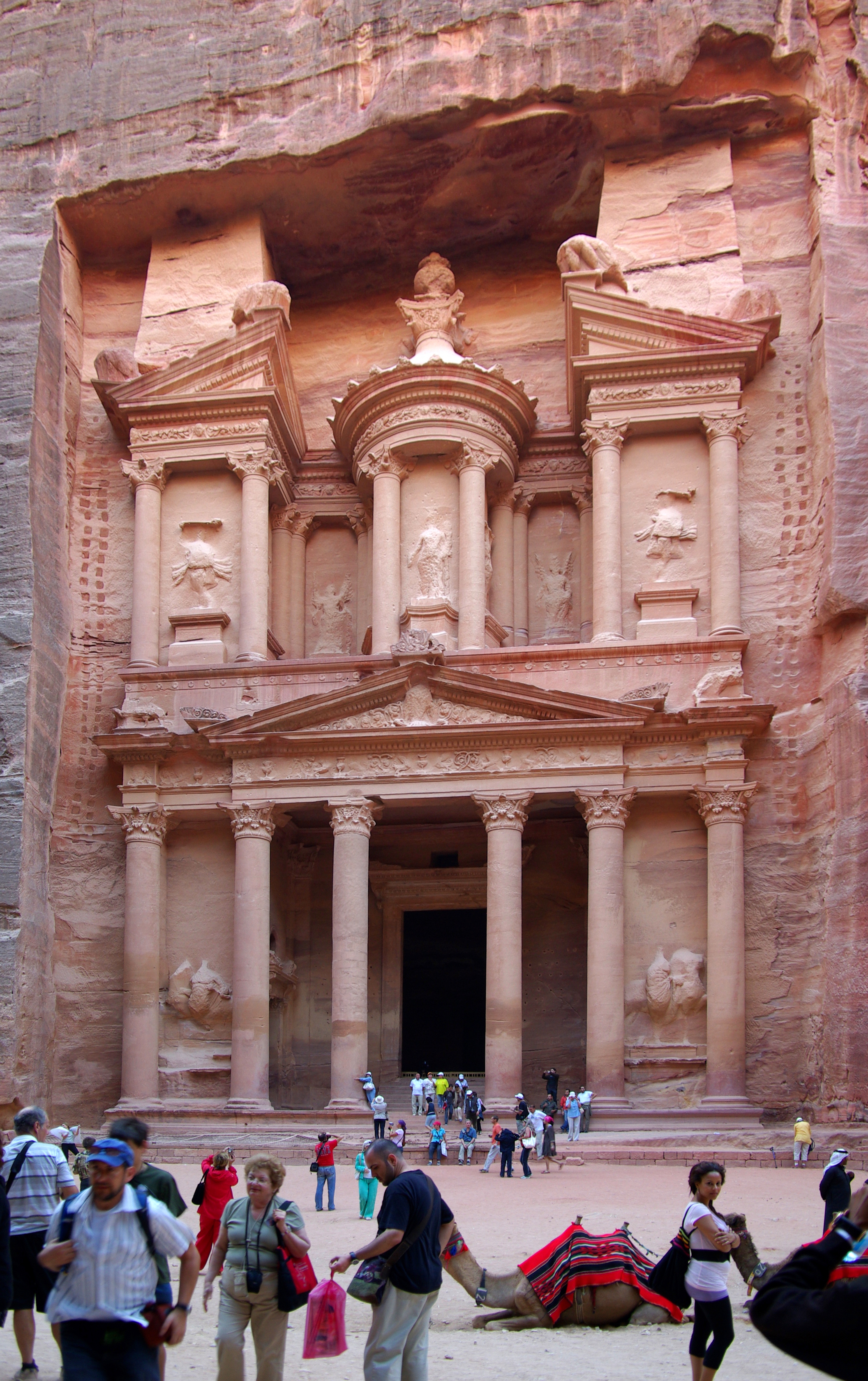
De Schatkamer in Petra
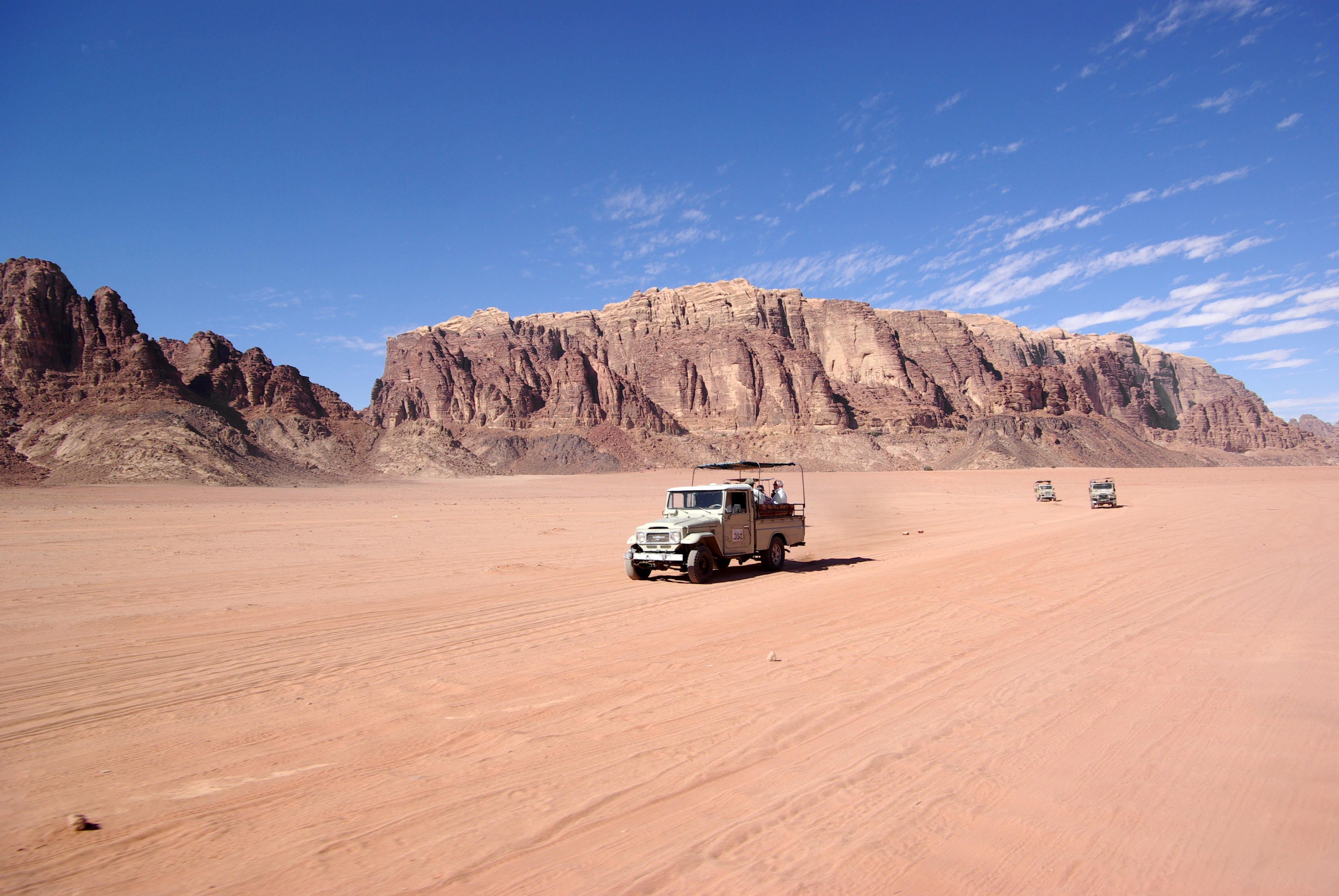
Wadi Rum
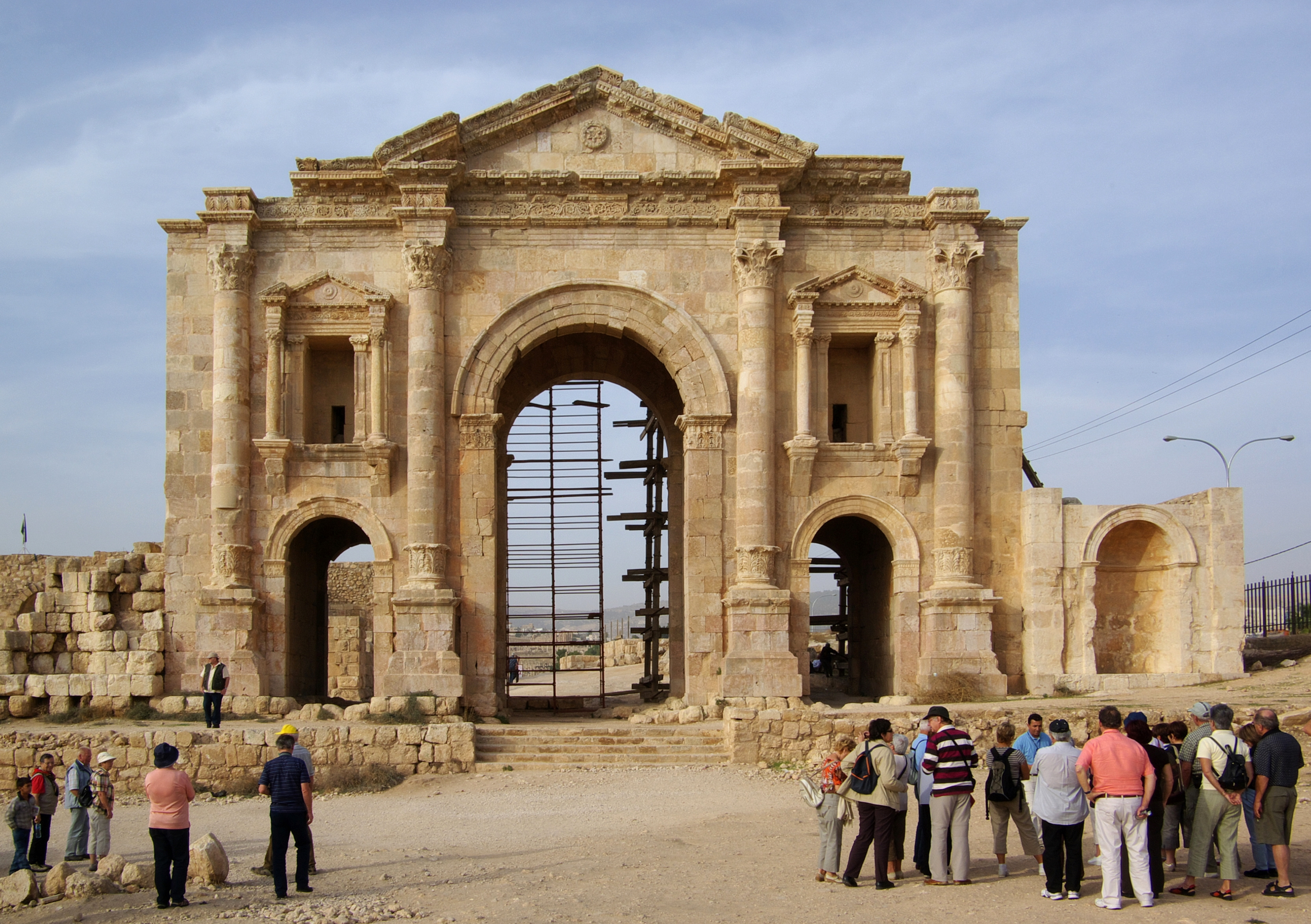
De triomfboog van Hadrianus in Jerash
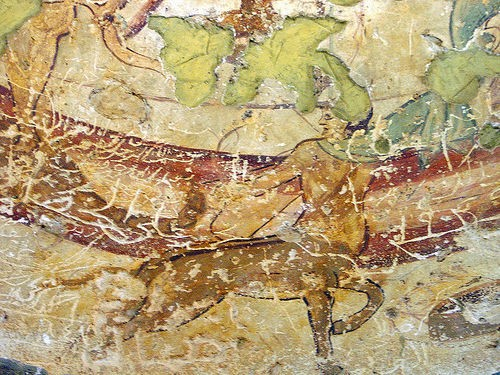
Zeldzame islamitische fresco's in Quseir Amra
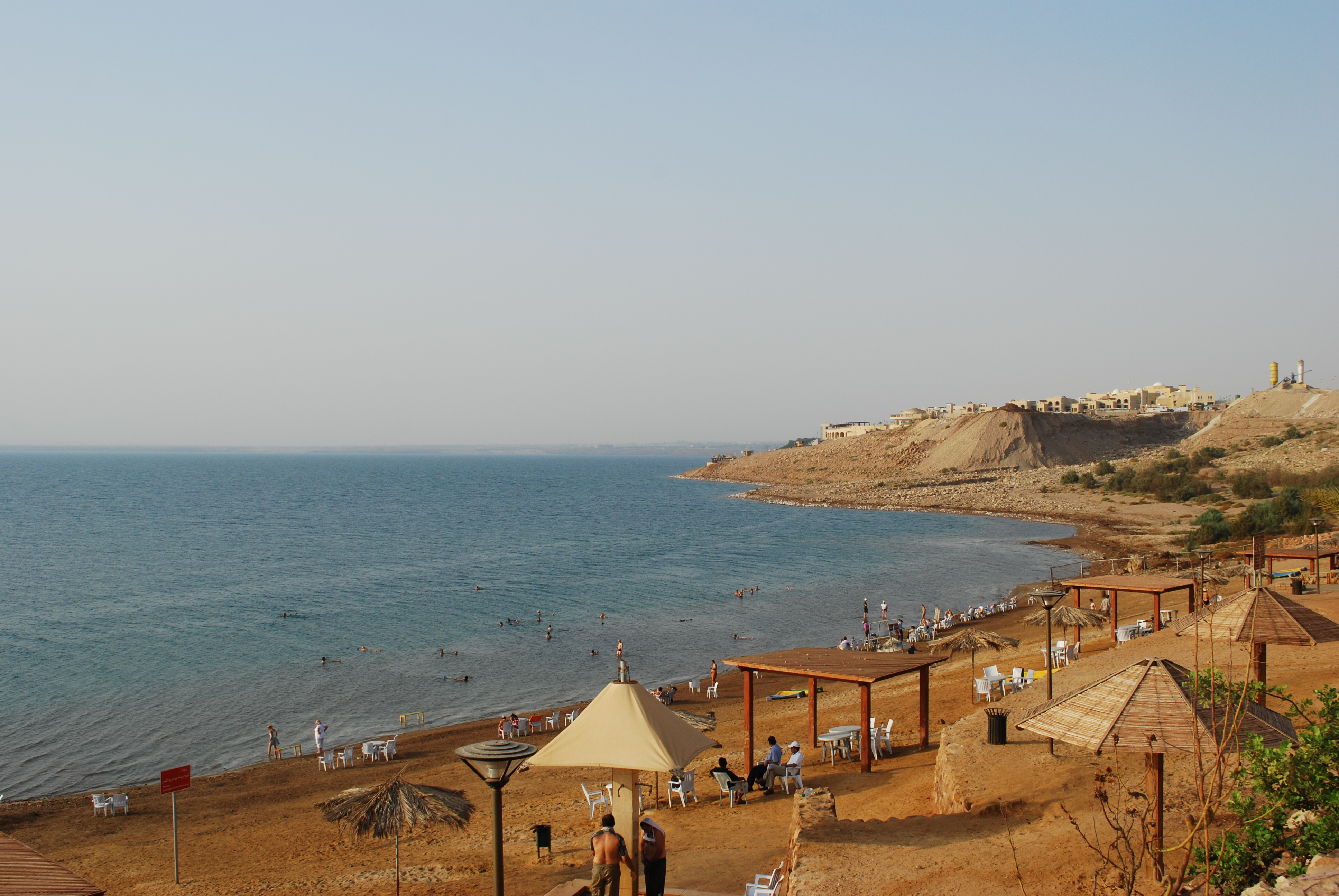
De Dode Zee
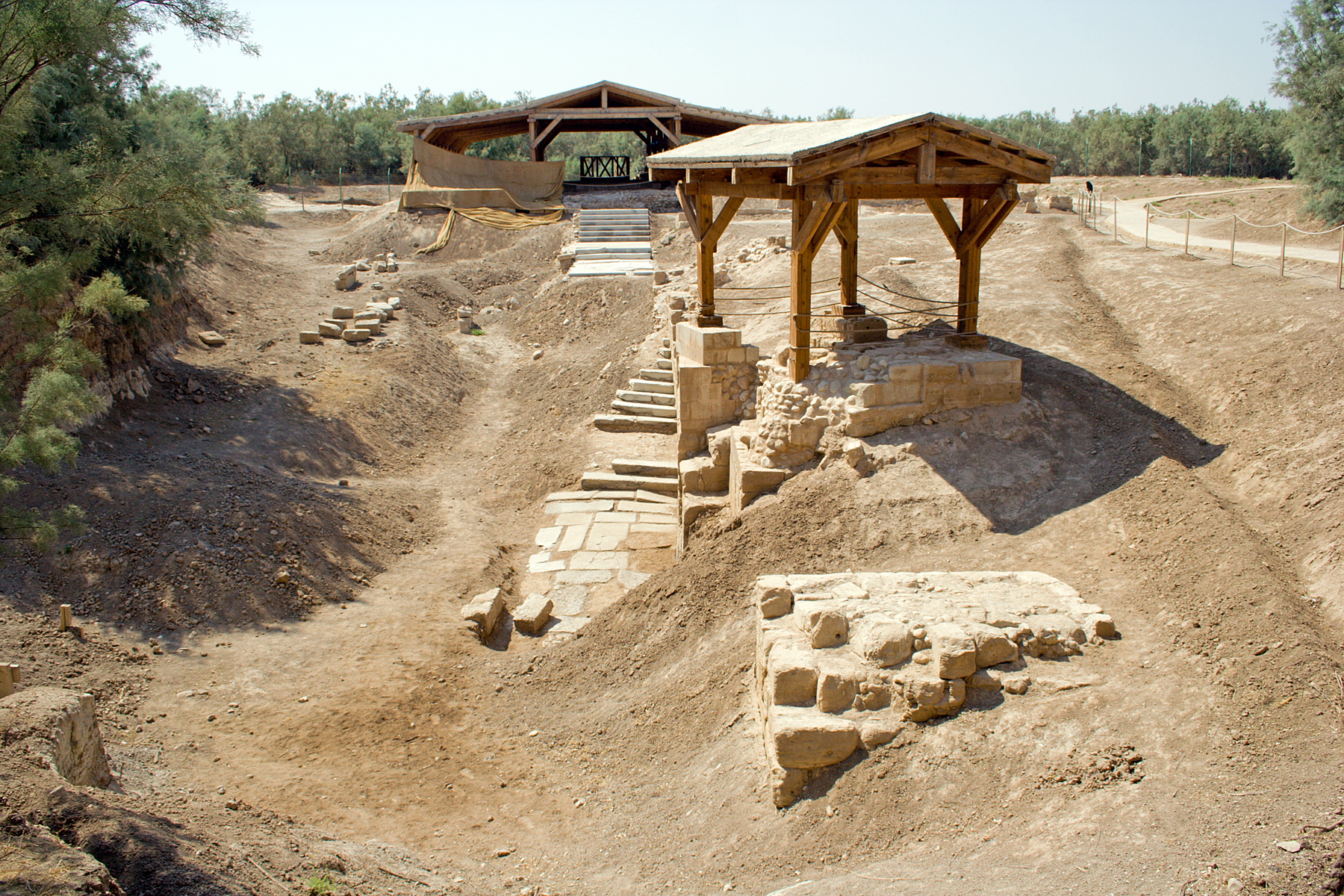
De plek waar Jezus gedoopt zou zijn.
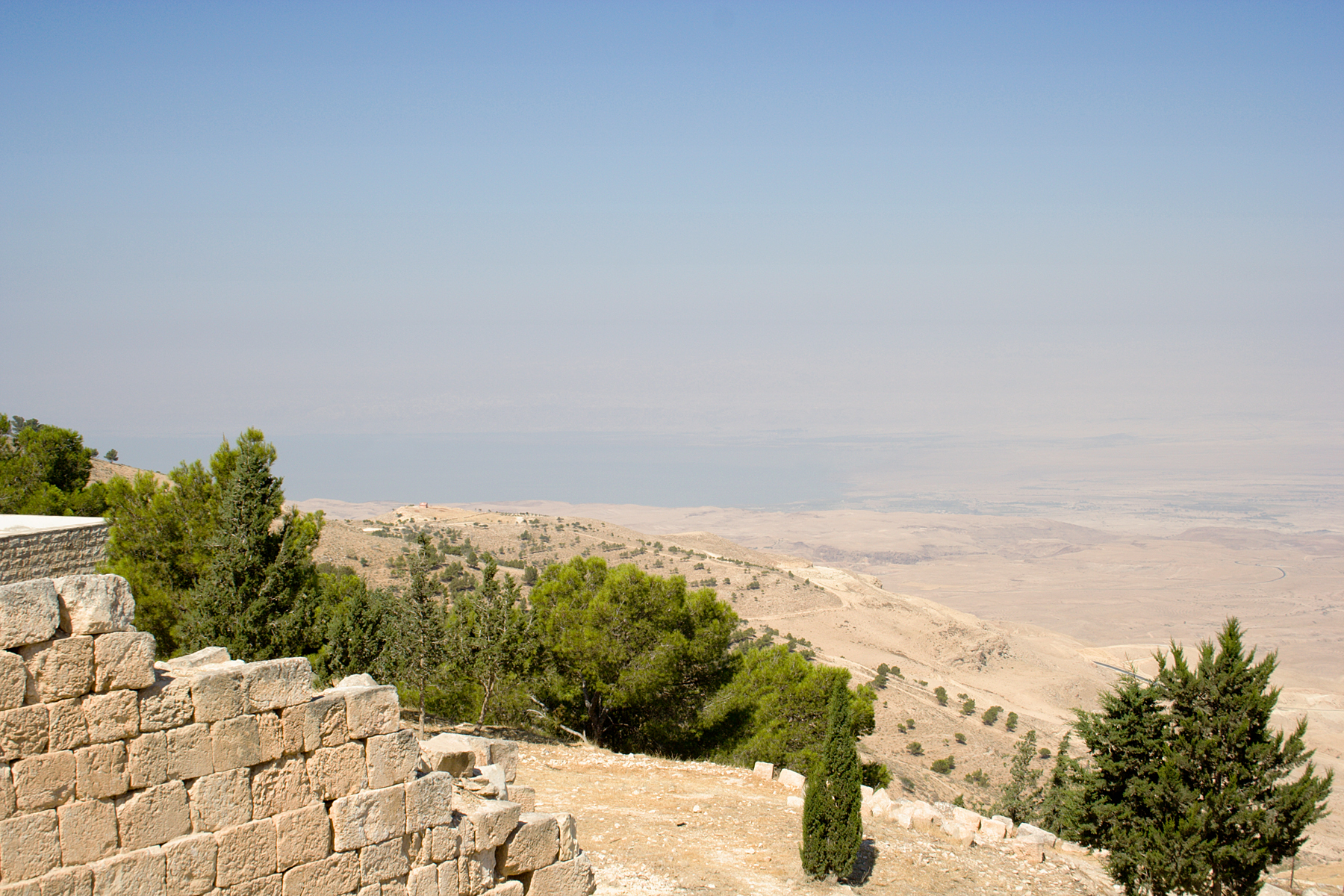
Vanaf de Neboberg heeft men uitzicht over de Jordaanvallei en de Dode Zee
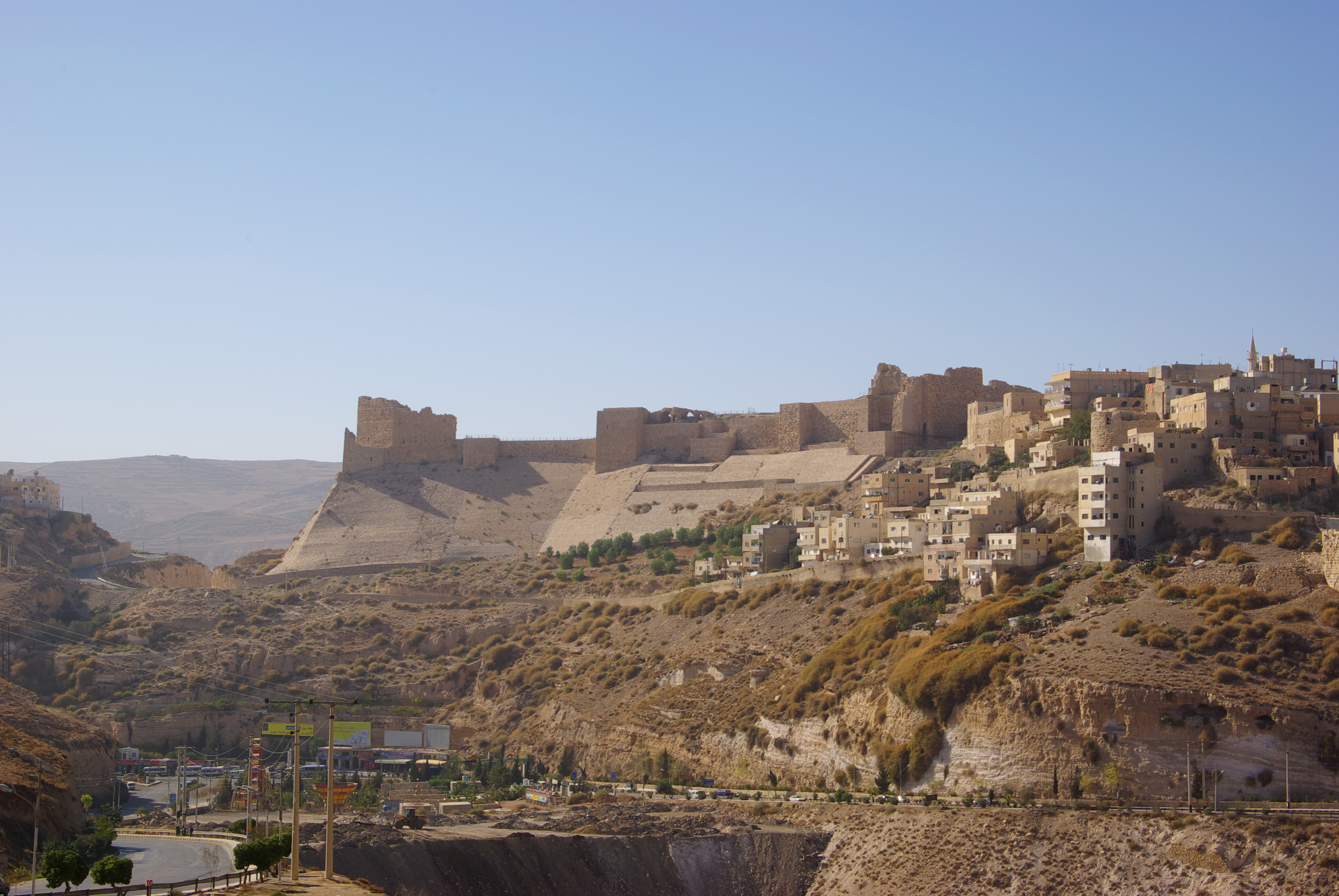
Kruisvaardersburcht van Kerak